# 石川達三
石川 達三（いしかわ たつぞう、1905年〈明治38年〉7月2日 - 1985年〈昭和60年〉1月31日）は、日本の小説家。社会性の濃い風俗小説の先駆者で、『蒼氓』により第1回芥川賞受賞。華中従軍から得た『生きてゐる兵隊』は発禁処分を受けた。戦後は、新聞小説や社会における個人の生活、愛、結婚をテーマにした作品でベストセラーを連発。書名のいくつかは流行語にもなった。記録的手法に拠る問題意識の明確な作風が特徴。社会的・文壇的活動も活発で、日本ペンクラブ会長、日本文芸家協会理事長、日本文芸著作権保護同盟会長、アジア・アフリカ作家会議東京大会会長などを務めた。日本芸術院会員。

## 経歴
秋田県平鹿郡横手町（現・横手市）に父石川祐助、母ウンの三男として生まれる（兄弟妹は7人、のち異母弟妹4人）。父祐助は南部藩祐筆を務めた儀平の四男で秋田県立横手中学校の英語科教員、母ウンは仙北郡角館町の素封家栗原氏の出身だった。父方の伯父に石川伍一がいる。
父の転勤や転職に伴って、2歳の時（1908年）秋田市楢山本新町上丁35番地に、7歳の時（1912年）東京府荏原郡大井町（現東京都品川区）に、同年9月岡山県上房郡高梁町（現高梁市）に移った。1914年、9歳で母を亡くし、東京の叔父石川六郎の家に預けられたが、1915年に父が再婚し、後妻せいに育てられる。小学校を首席で卒業し、東京府立一中を受験したが不合格で、高等小学校に1年通学し、1919年父が教頭をしていた岡山県立高梁中学校（現在の岡山県立高梁高等学校）に入学。3年の時、父の転任に伴い、岡山市私立関西中学校4年に編入し卒業、第六高等学校を受験するも不合格。1年間の受験生活の間に、島崎藤村、ゾラ、アナトール・フランスなどの作品を読む。1925年、上京し早稲田大学第二高等学院に入学、級友間の同人誌『薔薇盗人』に小説を書いたり、『大阪朝日新聞』の懸賞小説に応募したり、『山陽新報』に持ち込んだりする。1926年には『山陽新報』に「寂しかったイエスの死」が掲載され、これが活字になった最初の作品となった。この頃経済的に行き詰り、学業を断念してフィリピンか満洲に縁故を頼って渡ろうとしていたところ、同年『大阪朝日新聞』に「幸福」（原題「幸不幸」）が当選し200円の賞金が入ったので、1927年早稲田大学文学部英文科に進むも、学資が続かず1年で中退。国民時論社に就職し、電気業界誌『国民時論』の編集に携わる。生活上の基盤を得て、いよいよ小説家になる志を高め、各社に創作を持ち込むも上手くいかなかった。
1930年3月、政府補助単独移民として移民船でブラジルに渡航。これは、移民取扱会社南洋興業に兄の友人が勤めていた縁によるもので、本来は夫婦や家族持ちでなければ渡航できないところ特別に許可を得た。渡航に際して石川は、旅費の足しを得るために、帰国後「体験記」のようなものを書く約束で国民持論社を一旦退職した形をとり退職金600円を手にした。米良功所有のサント・アントニオ農場に約1か月、のち「上地旅館」に止宿、日本人農場に滞在し、8月に帰国。国民時論社に復職。1931年6月『新早稲田文学』の同人となり、幾つかの短篇を発表した。その後、国民時論社を再度退職し、嘱託として働く。
1935年4月、ブラジルの農場での体験を元に、移民を余儀なくされた人々の惨めさを描いた「蒼氓」を同人誌『星座』創刊号に発表。これが素材の新しさとリアリズムの本流をゆく堅実な手法とで選考委員に認められ、8月第1回芥川龍之介賞に当選。新聞には「無名作家」と報じられた。
10月には改造社より『蒼氓』が刊行された。次いで、水道用貯水池建設のために湖底に沈む小河内村を取材し、1937年9月「日蔭の村」を『新潮』に発表（10月新潮社刊）。「調べた芸術」として文壇に話題を呼び、ルポルタージュ的手法を用いた一種の社会小説として評価された。この間の1936年11月には梶原代志子と結婚し、翌年8月には長女希衣子が誕生している。1937年12月、中央公論の特派員として、日中戦争の戦場中支方面に出発。南京事件から数週間後の南京に翌年1月まで滞在し、他に上海周辺を歩いた。この時の見聞をもとにして、『中央公論』1938年3月号に「生きてゐる兵隊」を発表。しかし、同号は新聞紙法41条違反容疑で即日発禁処分となり、石川は起訴され、禁錮4か月、執行猶予3年の有罪判決を受ける。戦前の日本文学史に残る筆禍事件となった。その挫折感から家庭内部に主題を限定、恋愛と結婚の理想を求めた『結婚の生態』（1938年）がベストセラーとなり、『智慧の青草』（1939年11月新潮社刊）『転落の詩集』（1940年同社刊）『三代の矜持』（1940年三笠書房刊）など、女性ものと名付けられる一系列を拓いて、人気作家の座を確実なものとした。『東京日日新聞』『大阪毎日新聞』連載の『母系家族』以降は新聞小説に進出。1942年5月に、南洋諸島を旅行し、東南アジアを取材、『赤虫島日誌』（1943年5月）などを発表。同年12月、太平洋戦争が開戦すると間もなく海軍報道班員として徴用され、サイゴンに派遣された。なお、1939年7月には次女希和子が、1943年9月には長男旺が誕生しており、1944年9月には父祐助が死去。同年1月には東京都世田谷区奥沢町に新築移転し、本籍を毛馬内から移した。
戦後も新聞小説を中心に活躍。極めて幅のある社会感覚を盛り込み、時代風潮を鋭敏に反映させた作品で、獅子文六、石坂洋次郎らと共に全盛期の新聞小説の筆頭に挙げられる人気を博し、またその作風と時に新奇な手法を用いることで異端児とも目された。戦中からの女性ものは、風俗小説と結びつき、失業軍人を中心に世相を諷刺した「望みなきに非ず」は、1947年7月『読売新聞』に連載されて評判を呼んだ。以後も、女の幸せを追及した『幸福の限界』（1948年中京新聞他連載）、美しい夫婦愛を描く『泥にまみれて』（1949年新潮社刊）、新旧世代の悲喜劇『青色革命』（1952-53年毎日新聞連載）、現代人の絶望と破滅を描いた『悪の愉しさ』（1953年読売新聞連載）、エゴイストたちの醜さを描いた『自分の穴の中で』（1954-55年朝日新聞連載）、中年男の浮気を扱った『四十八歳の抵抗』（1956年読売新聞連載）、現代人の充実した生を追求した『充たされた生活』（1961年新潮社刊）、結婚の意義を扱った『僕たちの失敗』（1961年読売新聞連載）、愛情のあり方を描いた『稚くて愛を知らず』（1964年中央公論社刊）、エゴイズムの悲劇を描いた『青春の蹉跌』（1968年毎日新聞連載）など、社会における個人の生活、愛、結婚、生き方などテーマにした話題作を次々と発表。長きに渡って人気を保ち、『望みなきに非ず』『風にそよぐ葦』『四十八歳の抵抗』『青春の蹉跌』など書名の幾つかはそのまま流行語にもなった。
他方で、「調べた芸術」の手法を駆使して社会小説の大作にも取り組み、その本領を発揮。やや通俗的な嫌いはあるが、社会的正義感とヒューマニズムに立脚した作品は、記録的手法と相まって多くの読者を獲得、大きな反響を呼んだ。特に、横浜事件を材に戦中戦後の自由主義者の受難を描いた『風にそよぐ葦』（1949-51年毎日新聞連載）や、佐教組事件を材に政治と教育の確執を描いて大ベストセラーとなった『人間の壁』（1957-59年朝日新聞連載）などは社会小説の名作として高く評価され、著者の代表作となった。資本家の横暴を描いた『傷だらけの山河』（1964年新潮社刊）や、九頭竜川ダム汚職事件を材に政界の腐敗を告発した『金環蝕』（1966年同社刊）も話題を呼んだ。これらの成果により、1969年菊池寛賞を受賞。毎日新聞社が毎年実施する読書世論調査では、戦後から1970年代末まで「好きな著者」の上位常連であった。
他にも純文学系統の裁判物『神坂四郎の犯罪』（1949年新潮社刊）や、冒険的な作品『最後の共和国』（1952年中央公論社刊）などがあり、ここにも石川ならではの資質と社会性が鮮やかに表出されている。また、『私ひとりの私』（1965年文藝春秋新社刊）は60年の生涯を振り返って、母への愛情や無責任な父への批判、功利的な叔父夫婦の姿などを通して、自己の幼少期を回想した作品だが、同時にそこには石川固有の人生観が示されており、その与えた感動によって文藝春秋読者賞を受けた。『約束された世界』（1967年新潮社刊）や、それを深化させた『解放された世界』（1971年同社刊）『その最後の世界』（1974年同社刊）などは、石川文学の新しい展開として話題を呼んだ。
昭和30年代頃からは、社会的活動が活発となり、日本文芸家協会理事長（1952年-56年）、A・A作家会議東京大会団長（1961年）、日本文芸著作権保護同盟会長、日本ペンクラブ第7代会長（1975年-77年）などの要職を歴任。大衆の支持を背景に社会的発言も増え、その内容はしばしば論壇・文壇に論議をもたらした。1956年アジア連帯文化使節団団長として世界各国を歴訪した後には、資本主義社会の過剰な「自由」を批判。翌年には川崎長太郎や谷崎潤一郎らの作品を猥褻だとして行き過ぎた言論の自由を非難した。1975年の日本ペンクラブ会長就任時には、「言論の自由には絶対に譲れぬ自由と、譲歩できる自由の二種類あり、ポルノなどは後者に属する」という「二つの自由」発言が波紋を呼び、五木寛之理事ら改革派の若手会員からは抗議を受けた。特に野坂昭如理事とは白熱の論争をして一歩も譲らず、ペンクラブは翌年まで混乱が続いた。結局、役員会の裁断で石川は事実上の撤回を迫られ、混乱は一旦収拾したが、石川は会長再任を辞退。だが後任が決まらず、突如ペンクラブを退会し会長を退いた。奥野健男は「晩年は社会良識を代表するという立場が逆にガンコとも受け取られたようだ」と石川を評している。
1983年頃から心臓を悪くするなど晩年は病気がちであった。1985年1月21日、持病の胃潰瘍が悪化して吐血し東京共済病院に搬送され、その後肺炎を併発。31日死去した。墓は九品仏浄真寺にある。

## 作風
英文学者で評論家の中野好夫は、「田舎者で小市民」という性格は石川文学の底を貫いているとし、それは一部の読者を遠ざけてもいるが、一貫した強みになっていることも疑いない、と論じている。そして中野は石川が大正期に自由主義者として自己を形成し、軍国主義への抵抗を秘めていたとも考えている。
石川は多読をせず、先輩作家に師事して、その推薦によって文壇に出るという道を採らなかった。志賀直哉・宇野浩二・徳田秋声のような私小説には最初からはっきり異質感をもったという。多少とも影響を受けた作家として、アナトール・フランスとエミール・ゾラをあげている。松本清張と山崎豊子が対談の中で論じているようなストーリー構成力の豊富さという点は、この二人の外国作家に学んだとも考えられる。日本で系譜のようなものを求めるとすれば、菊池寛・山本有三・島木健作のようないわゆる社会派作家に近い。
戦後になって評論家の岩上順一から問題作『生きている兵隊』について「反戦文学ではなく、侵略戦争の本質をおおい隠している」と批判され、石川は「日華事変の本質は理解できなかった」と認めた上で、戦場における戦争のみ小説に再現しようとしただけで、「どこの戦場にも侵略戦争の本質などはころがっていなかった」と居直っている。

## 人物

### 婦人参政権不要論
雑誌「サンデー毎日」1971年2月28日号にて、婦人参政権不要論を唱えた。石川はその理由として女性は自主性が弱いことを挙げており、男女が同じことをすることは自由や平等、解放でもないと語っている。同時に石川はインドの首相インディラ・ガンディーなど日本国外の女性指導者を例に挙げ、被選挙権はあってもいいのではないかとしている。この主張は論争を招き、たとえば翌週に刊行された1971年3月7日号では、作家の瀬戸内晴美（寂聴）が「亭主関白亡国論」を主張していた。
また、石川の主張が掲載されてから少し後の1971年3月21日号に掲載された漫画『いじわるばあさん』（長谷川町子）でもネタとして取り上げられており、主人公・いじわるばあさんが石川と間違えて松本清張の執筆を妨害する内容となっている。この漫画は2025年1月に実施された大学入学共通テストの『歴史総合、日本史探究』でも取り上げられており、掲載当時における婦人政治参加の進み具合を推測する材料として使用された。

## 逸話
- 野間文芸賞や菊池寛賞など幾つかの文学賞の選考委員を務め、芥川賞は戦後第1回目から就任したが、1971年上半期第65回（受賞作なし）に際して「候補作八篇のうち五篇までは、何を書こうとしているのか、何が言いたいのか、少しもはっきりしない。」「小説がノイローゼによって書かれるような傾向、そういう作品が読者から歓迎されるらしい傾向を見聞するにつれて、もはや私が芥川賞の選に当るべき時期は過ぎたと思った。」「年齢的にはずれがあるけれど、せめて私にも解らせる程度の小説を書かなくては、一般読者にまともに理解されるはずはない」などと述べて選考委員を辞任[55]。新人世代の創作を問題視した。この若い人たちの作品がわからなくなったという発言は話題となり、論議をもたらした[56]。
- 趣味はゴルフ。丹羽文雄とともにシングル・プレイヤーとして「文壇ではずば抜けた腕前」と言われた。[要出典]
- 「竹林会」という日曜画家クラブのリーダーであり、風景画などを描いた[46]。
- 石川にとって題名は「作品全体の性格を象徴するもの」であり、題名が決まらないと小説が書き始められないという癖をもっていた[57]。
- 戦後の1946年4月10日、第22回衆議院議員総選挙に東京2区で、日本民党（にほんたみのとう）公認候補として立候補するが、立候補者133名のうち、定数12名の22位にあたる24,101票で落選[注 5]。
- 昭和20年10月2日付の毎日新聞に、「闇黒時代は去れり」という文章を投稿し、「日本人に対し極度の不信と憎悪を感ず」「今の日本人の根性を叩き直すためにマッカーサー将軍よ一日も長く日本に君臨せられんことを請う」と書いた。当時これを読んだ山田風太郎は、その態度の豹変ぶりと議論の浅薄を憤慨し、日記に残している[58]。
- 明治38年生まれが交流する「三八会」に参加していた。メンバーは石川の他に、伊藤整、中山正善、稲生平八（森永重役）、入江相政、玉川一郎、木村義雄、高木健夫、志村喬、福田久雄、福田蘭堂、藤原釜足、馬淵威雄、成瀬正勝、鹿島孝二ら[59]。
- 1970年のノーベル文学賞選定過程で、石川が候補の一人として推薦されていたことが2021年に明らかになった。なお、同年では伊藤整もリストアップされていた[60]。推薦者はいずれも芹沢光治良（当時日本ペンクラブ会長）である[61]。

## 著書
- 『最近南米往来記』昭文閣書房 1931年 中公文庫　1981年
- 『蒼氓』改造社 1935年 のち新潮文庫
- 『深海魚』改造社 1936年 のち角川文庫
- 『飼ひ難き鷹』新英社 1937年
- 『日蔭の村』新潮社 1937年 のち文庫
- 『炎の薔薇 新小説選集』春陽堂 1938年
- 『あんどれの母』版画荘文庫 1938年
- 『流離』竹村書房 1938年
- 『結婚の生態』新潮社、1938年 のち文庫
- 『若き日の倫理』実業之日本社 1939年 のち新潮文庫
- 『智慧の青草』新潮社 1939年 のち角川文庫
- 『薫風 自選作品集』婦人文化社出版部 1940年
- 『盲目の思想』砂子屋書房(黒白叢書)　1940年
- 『転落の詩集』新潮社 1940年 のち文庫
- 『花のない季節』中央公論社 1940年 のち文庫
- 『人生画帖』新潮社、1940年 のち角川文庫
- 『武漢作戦』中央公論社 1940年 のち文庫
- 『大地と共に生きん』青梧堂 1940年
- 『愛の嵐』実業之日本社 1940年
- 『使徒行伝』新潮社 1941年
- 『赤虫島日誌』八雲書店 1943年
- 『生きてゐる兵隊』河出書房 1945年 のち角川文庫、新潮文庫、中公文庫
- 『心猿』八雲書店 1946年 のち角川文庫
- 『望みなきに非ず』読売新聞社 1947年 のち新潮文庫
- 『ろまんの残党』八雲書店 1947年 のち中公文庫
- 『母系家族』春陽堂 1948年 のち角川文庫
- 『石川達三選集』全14巻 八雲書店 1948年-1949年
- 『風雪』新潮社 1948年
- 『幸福の限界』蜂書房 1948年 のち新潮文庫
- 『群盲』洗心書林 1949年
- 『心の虹』実業之日本社 1949年
- 『書斎の憂欝』六興出版社 1949年
- 『泥にまみれて』新潮社 1949年 のち文庫
- 『暗い歎きの谷』文藝春秋新社 1949年 のち角川文庫
- 『風にそよぐ葦』新潮社 1950年-1951年 のち文庫
- 『古き泉のほとり』新潮社 1950年 のち角川文庫
- 『神坂四郎の犯罪』新潮社 1950年 のち文庫
- 『薔薇と荊の細道』新潮社 1952年 のち文庫
- 『最後の共和国』中央公論社 1953年 のち新潮文庫
- 『青色革命』新潮社 1953年 のち文庫
- 『地上の富』新潮社 1953年
- 『誰の為の女』大日本雄弁会講談社 1954年 のち文庫
- 『思ひ出の人』北辰堂 1954年
- 『悪の愉しさ』大日本雄弁会講談社 1954年 のち角川文庫
- 『不安の倫理』大日本雄弁会講談社（ミリオン・ブックス）1955年
- 『自分の穴の中で』新潮社 1955年 のち文庫
- 『巷塵』角川小説新書 1955年 のち文庫
- 『親知らず』中央公論社 1955年
- 『四十八歳の抵抗』新潮社 1956年 のち文庫
- 『悪女の手記』新潮社 1956年 のち文庫
- 『自由詩人』河出新書 1956年
- 『石川達三作品集』全12巻 新潮社 1957年-1958年
- 『夜の鶴』大日本雄弁会講談社 1957年 のち文庫
- 『人間の壁』新潮社 1958年-1959年 のち新潮文庫、岩波現代文庫
- 『骨肉の倫理』文藝春秋新社 1959年 のち角川文庫
- 『野育ちの鳩』東方社 1960年
- 『私の少数意見』新潮社 1960年
- 『頭の中の歪み』中央公論社 1960年 のち角川文庫
- 『現代知性全集26　石川達三集』日本書房 1960年
- 『充たされた生活』新潮社 1961年 のち文庫
- 『僕たちの失敗』新潮社 1962年 のち文庫
- 『愛の終りの時』新潮社 1962年 のち文庫
- 『傷だらけの山河』新潮社 1964年 のち文庫
- 『誘惑』新潮社 1964年 のち文庫
- 『稚くて愛を知らず』中央公論社 1964年 のち角川文庫
- 『私ひとりの私』文藝春秋新社 1965年 のち講談社文庫
- 『花の浮草』新潮社 1965年 のち文春文庫
- 『洒落た関係』文藝春秋新社 1965年 のち新潮文庫
- 『私の人生案内』新潮社 1966年
- 『金環蝕』新潮社 1966年 のち文庫、岩波現代文庫
- 『約束された世界』新潮社 1967年 のち文庫
- 『青春の蹉跌』新潮社 1968年 のち文庫
- 『心に残る人々』文藝春秋 1968年 のち文庫
- 『愉しかりし年月』新潮社 1969年 のち文春文庫、新潮文庫
- 『あの男に関して』新潮社 1969年
- 『経験的小説論』文藝春秋 1970年
- 『作中人物』文化出版局 1970年
- 『開き過ぎた扉』新潮社 1970年 のち文庫
- 『人生の文学』大和書房（わが人生観）1970年
- 『解放された世界』新潮社 1971年 のち文庫
- 『私の周囲・生活の内外』大和書房 1971年
- 『現代の考え方と生き方』大和書房 1971年
- 『流れゆく日々』全7巻 新潮社 1971年-1977年
- 『石川達三作品集』全25巻 新潮社 1972年-1974年
- 『人物点描』新潮社 1972年
- 『自由と倫理』文藝春秋（人と思想）　1972年
- 『その最後の世界』新潮社 1974年 のち文庫
- 『人間と愛と自由』1975年 新潮文庫
- 『生きるための自由』新潮社 1976年 のち文庫
- 『青春の奇術』1976年 新潮文庫
- 『時代の流れとともに』1977年 新潮文庫
- 『不信と不安の季節に』1977年 文春文庫
- 『独りきりの世界』新潮社 1977年 のち文庫
- 『包囲された日本』集英社 1979年
- 『小の虫・大の虫』新潮社 1979年
- 『もっともっと自由を…』新潮社 1979年 のち文庫
- 『七人の敵が居た』新潮社 1980年 のち文庫 - 春木猛事件を追ったもの
- 『星空』新潮社 1981年
- 『裏返しの肖像』新潮社 1981年
- 『その愛は損か得か』新潮社 1982年 のち文庫
- 『恥かしい話・その他』新潮社 1982年
- 『若者たちの悲歌』新潮社 1983年 のち文庫
- 『いのちの重み』集英社 1983年
- 『徴用日記その他』幻戯書房 2015年